# Объединённый кредитный банк
Объединенный кредитный банк (также используется сокращение — «О. К. Банк», ранее — «Окский») — российский коммерческий банк.
По состоянию на 01.10.2017 занимал 1 место в регионе по размерам активов. Рейтинг Эксперт РА «B++» (2016). В 2015 и 2016 годах входил в Топ-50 российских банков по размеру прибыли.

## История
Банк был создан в декабре 1990 года в Нижегородской области в форме паевого банка под названием «Окский», и функционировал под этим названием до марта 2014 года.
В 1998 году был преобразован в закрытое акционерное общество. За время существования банка его владельцами были ООО "КБ «Газэнергопромбанк», ОАО «Нижегородоблгаз», Владимир Юрицын, Юрий Салятов, Алексей Алякин, Алексей Ращупкин, Дмитрий Аграмаков.
С 2005 года вклады банка застрахованы в Агентстве по страхованию вкладов.
В 2009 году головной офис переехал из Дзержинска Нижегородской области в Александров Владимирской области, где с 2006 года работал филиал банка. В настоящее время банк зарегистрирован в Ярославле.
С 2013 года владельцем 9,943 % акций и председателем Совета директоров банка являлся Александр Михальчук (сын бизнесмена и политика Ильи Михальчука).
25 мая 2018 года лицензия банка была отозвана и он прекратил деятельность.

## Деятельность
Банк располагал отделениями в Ярославле, Москве и Нижегородской области. Основным направлением деятельности являлось кредитование физических лиц и субъектов малого и среднего предпринимательства. Ключевыми источниками фондирования кредитной организации выступали срочные вклады населения. Банк поддерживал существенный объем вложений в облигации, значительная часть которых использовалась для привлечения ликвидности на рынке РЕПО. Контролировался председателем правления и членами совета директоров.
С 2010 года в работе использовал программные продукты компании «Диасофт».